# Stare Pole (gemeente)
De gemeente Stare Pole is een landgemeente in het Poolse woiwodschap Pommeren, in powiat Malborski.
De gemeente bestaat uit 12 administratieve plaatsen solectwo: Janówka (Jonasdorf), Kaczynos (Katznase), Kikojty (Kykoit), Klecie (Klettendorf), Kławki (Klakendorf), Kraszewo (Pruppendorf), Królewo (Königsdorf), Krzyżanowo (Notzendorf), Stare Pole (Altfelde), Szlagnowo (Schlablau), Ząbrowo (Sommerau) en Złotowo (Reichfelde).
De zetel van de gemeente is in Stare Pole.
Op 30 juni 2004 telde de gemeente 4575 inwoners.

## Oppervlakte gegevens
In 2002 bedroeg de totale oppervlakte van gemeente Stare Pole 79,72 km², waarvan:
- agrarisch gebied: 76%
- bossen: 3%

De gemeente beslaat 16,12% van de totale oppervlakte van de powiat.

## Demografie
Stand op 30 juni 2004:
| Omschrijving                   | Totaal | Totaal | Vrouwen | Vrouwen | Mannen | Mannen |
| ------------------------------ | ------ | ------ | ------- | ------- | ------ | ------ |
| eenheid                        | aantal | %      | aantal  | %       | aantal | %      |
| inwoners                       | 4575   | 100    | 2264    | 49,5    | 2311   | 50,5   |
| bevolkingsdichtheid (inw./km²) | 57,4   | 57,4   | 28,4    | 28,4    | 29     | 29     |

In 2002 bedroeg het gemiddelde inkomen per inwoner 1583,15 zł.

## Plaatsen zonder de statussołectwo
- Janowo, Kaczynos-Kolonia, Krasnołęka, Królewo Malborskie, Leklowy, Letniki, Parwark, Szaleniec, Zarzecze.

## Aangrenzende gemeenten
Dzierzgoń, Gronowo Elbląskie, Malbork, Markusy, Nowy Staw, Stary Targ